# Walentin Morozow
Walentin Jewgienjewicz Morozow, ros. Валентин Евгеньевич Морозов (ur. 19 stycznia 1924, Rosyjska FSRR) – rosyjski piłkarz, grający na pozycji obrońcy, trener piłkarski.

## Kariera piłkarska
Wychowanek podmoskiewskiego klubu Sielmasz Lubiercy. W 1945 rozpoczął karierę piłkarską w klubie MWO Moskwa. Po zmianie lokalizacji klubu kontynuował występy w zespole miasta Kalinin. Po rozformowaniu klubu w 1953 został piłkarzem Szachtara Donieck. W 1958 przeszedł do SKWO Lwów, w którym zakończył karierę piłkarza.

## Kariera trenerska
Po zakończeniu kariery piłkarza rozpoczął pracę szkoleniowca. Od 1962 do 1964 prowadził Wołga Kalinin. W 1966 pomagał trenować Metałurh Zaporoże. Na początku 1967 został zaproszony do Awanharda Żółte Wody, którym kierował do końca 1968. W 1971 stał na czele Tereku Grozny.

## Sukcesy i odznaczenia

### Sukcesy piłkarskie
zespół m.Kalinin
- mistrz Klasy B Mistrzostw ZSRR: 1951